# Bird of Pray
Bird of Pray ist ein englisch- und ukrainischsprachiger Rocksong, der von der ukrainischen Gruppe Ziferblat komponiert und interpretiert wurde. Mit dem Titel vertrat sie die Ukraine beim Eurovision Song Contest 2025 in Basel.

## Hintergründe
Nach den Versuchen an den ukrainischen Vorentscheidungen zum Eurovision Song Contest 2023 und 2024, wobei man letztmalig einen zweiten Platz erreichte, nahmen Ziferblat 2025 erneut auf der von UA:Perschyj ausgestrahlten Show Widbir teil. Das Finale dieses Vorentscheides fand am 8. Februar 2025 statt. Mit dem Titel Bird of Pray konnte die Band zwar bei der Jury lediglich den zweiten Platz erreichen, erhielt jedoch in der Telefonabstimmung gut 20.000 Stimmen mehr als der zweitplatzierte Beitrag und gewann somit das Format.
Mit der Arbeit am Titel habe man im Sommer 2024 begonnen. Zuerst sei die Musik entstanden, der Text wurde danach geschrieben.

## Inhaltliches
Laut der Band sei der titelgebende Vogel ein Symbol für Hoffnung und Freiheit. In Bezug auf den seit 2022 andauernden Krieg in der Ukraine sei der Titel eine Reflexion auf die Geschehnisse im Land in den letzten Jahren.
Die Mischung aus englischer und ukrainischer Sprache sei bewusst gewesen, damit der Titel sowohl von den Menschen in der Ukraine, als auch von den Menschen in Europa verstanden werden könne.
Der Titel wird von einer Sängerin eingeleitet, woraufhin die erste Strophe auf Ukrainisch folgt. Der Refrain wird dagegen auf Englisch gesungen, ehe wieder der charakteristische Gesang vom Anfang einsetzt. Die sehr kurze, wieder in der Landessprache gehaltene Strophe trennt hiervon den zweiten Refrain, die Bridge und die letzte Wiederholung des Refrain. Der Frauenchor setzt zum Schluss erneut ein. Die Aussprache des englischen Wortes „pray“ (deutsch „Gebet“) folgt eher der Aussprache von „prey“ (deutsch „Beute“).
Der erwähnte Frauengesang wurde bei einem Liveauftritt der Band in Amsterdam durch den Gesang des Gitarristen Leschtschynskyj ersetzt.

## Veröffentlichung
Der Titel wurde am 24. Januar 2025 in seiner ursprünglichen Version veröffentlicht. Die um zwei Sekunden längere überarbeitete Version erschien am 14. März. Ein Musikvideo wurde im Januar veröffentlicht. Es entstand unter der Regie von Illja Duzyk.

## Beim Eurovision Song Contest
Mit dem Titel nahm die Ukraine am Eurovision Song Contest teil. Das Land trat hierbei im ersten Halbfinale mit Startnummer 5 am 13. Mai 2025 an. Es konnte sich hierbei erfolgreich für das Finale qualifizieren, wo ihm die Startnummer 7 zugeteilt wurde. Mit 218 Punkten erreichte das Land den neunten Platz. Der erwähnte Gesang stammt von Chrystyna Starykowa, die auch die Band auf der Bühne begleitete.